# Landtagswahlkreis Ennepe-Ruhr-Kreis II
Der Landtagswahlkreis Ennepe-Ruhr-Kreis II ist ein Landtagswahlkreis in Nordrhein-Westfalen. Er umfasst seit der Landtagswahl 2005 die Gemeinden Witten und Herdecke im Ennepe-Ruhr-Kreis.
Vor der Landtagswahl 2005 umfasste der Wahlkreis noch die Gemeinden Hattingen, Herdecke, Sprockhövel und Wetter, von Herdecke abgesehen gehören diese Gemeinden heute zum Wahlkreis Ennepe-Ruhr-Kreis I. Die Stadt Witten bildete bisher einen eigenen Wahlkreis.

## Landtagswahl 2022
Wahlberechtigt waren 90.561 Einwohner, von denen sich 52,9 % an der Wahl beteiligten.
| Direktkandidat  | Partei | Erststimmen in % | Zweitstimmen in % |
| --------------- | ------ | ---------------- | ----------------- |
| Nadja Büteführ  | SPD    | 32,4             | 32,0              |
| Sarah Kramer    | CDU    | 30,3             | 28,7              |
| Verena Schäffer | GRÜNE  | 22,0             | 19,9              |
| Enric Tange     | FDP    | 4,1              | 5,2               |
| Jean Valton     | AfD    | 5,2              | 5,3               |
| Ursula Weiß     | LINKE  | 2,2              | 2,1               |
| Übrige          | Übrige | 3,7              | 6,8               |

## Landtagswahl 2017
Wahlberechtigt waren 93.130 Einwohner, von denen sich 66,0 % an der Wahl beteiligten.
| Direktkandidat         | Partei  | Erststimmen in % | Zweitstimmen in % |
| ---------------------- | ------- | ---------------- | ----------------- |
| Nadja Büteführ         | SPD     | 39,7 (−6,5)      | 36,9 (−9,6)       |
| Simon Nowack           | CDU     | 25,9 (+4,8)      | 24,7 (+6,8)       |
| Verena Schäffer        | GRÜNE   | 8,8 (−7,0)       | 7,4 (−6,2)        |
| Frank Steffen Fröhlich | FDP     | 9,3 (+5,0)       | 11,7 (+5,0)       |
| Stefan Borggraefe      | PIRATEN | 3,7 (−5,4)       | 1,7 (−6,5)        |
| Ursula Weiss           | LINKE   | 5,8 (+2,3)       | 5,9 (+3,1)        |
| Patrick Dohner         | AfD     | 6,1 (+6,1)       | 7,7 (+7,7)        |
| Übrige                 | Übrige  | 0,7 (+0,7)       | 4,1 (−0,3)        |

Neben der erstmals gewählten Wahlkreisabgeordneten Nadja Büteführ (SPD), die dem langjährigen Abgeordneten Thomas Stotko nachfolgte, wurde die Grünen-Kandidatin Verena Schäffer über Platz neun der Landesliste ihrer Partei in den Landtag gewählt.

## Landtagswahl 2012
Wahlberechtigt waren 95.314 Einwohner.
| Direktkandidat          | Partei  | Erststimmen in % | Zweitstimmen in % |
| ----------------------- | ------- | ---------------- | ----------------- |
| Simon Nowack            | CDU     | 21,1             | 17,9              |
| Thomas Stotko           | SPD     | 46,2             | 46,5              |
| Verena Schäffer         | GRÜNE   | 15,8             | 13,6              |
| Klaus Richard Faeskorn  | FDP     | 4,3              | 6,7               |
| Katharina Schwabedissen | LINKE   | 3,5              | 2,8               |
| Marcel Normann          | Piraten | 9,1              | 8,2               |
| –                       | Übrige  | –                | 4,4               |

## Landtagswahl 2010
Wahlberechtigt waren 96.104 Einwohner.
| Direktkandidat          | Partei | Erststimmen in % | Zweitstimmen in % |
| ----------------------- | ------ | ---------------- | ----------------- |
| Ulrich Oberste-Padtberg | CDU    | 28,7             | 25,2              |
| Thomas Stotko           | SPD    | 43,8             | 42,2              |
| Verena Schäffer         | GRÜNE  | 15,6             | 14,0              |
| Ute-Debora Gilsebach    | FDP    | 4,2              | 5,3               |
| Ramona Wolf             | LINKE  | 7,7              | 6,8               |

## Landtagswahl 2005
Wahlberechtigt waren 97.886 Einwohner.
| Direktkandidat   | Partei               | Stimmen in % |
| ---------------- | -------------------- | ------------ |
| Thomas Stotko    | SPD                  | 45,6         |
| Gerald Dyker     | CDU                  | 33,1         |
| Daniel Sodenkamp | FDP                  | 5,9          |
| Klaus Reuter     | GRÜNE                | 8,2          |
| Andreas Fakesch  | REP                  | 0,5          |
| Stefan Schmidt   | PDS                  | 1,2          |
| Erich Gräßer     | Die Tierschutzpartei | 1,4          |
| Dieter Schulz    | NPD                  | 1,2          |
| Dirk Großmann    | ödp                  | 0,2          |
| Michael Haase    | WASG                 | 2,9          |